# Boxweltmeisterschaften 1993
Die 7. Amateur-Boxweltmeisterschaften 1993 fanden in der Stadt Tampere in Finnland statt.
Für Deutschland waren die Boxweltmeisterschaften 1993 mit lediglich zwei gewonnenen Bronzemedaillen die bis dahin vom Ergebnis ausgehend schlechtesten Weltmeisterschaften aller Zeiten.

## Ergebnisse

### Halbfliegengewicht (- 48 kg)
| Platz | Land | Athlet                 |
| ----- | ---- | ---------------------- |
| 1     | ARM  | Nschan Muntschjan      |
| 2     | BUL  | Daniel Petrow          |
| 3     | USA  | Alberto Guardo         |
| 3     | MGL  | Edentsogt Tsogtchargal |

### Fliegengewicht (- 51 kg)
| Platz | Land | Athlet                |
| ----- | ---- | --------------------- |
| 1     | CUB  | Waldemar Font         |
| 2     | UZB  | Tschikmatula Achmetow |
| 3     | EGY  | Mustafa Hassan        |
| 3     | IRL  | Damaen Kelly          |

### Bantamgewicht (- 54 kg)
| Platz | Land | Athlet              |
| ----- | ---- | ------------------- |
| 1     | BUL  | Aleksandar Christow |
| 2     | CUB  | Joel Casamayor      |
| 3     | TUR  | İlhan Güler         |
| 3     | RUS  | Wladislaw Antonow   |

### Federgewicht (- 57 kg)
| Platz | Land | Athlet            |
| ----- | ---- | ----------------- |
| 1     | BUL  | Serafim Todorow   |
| 2     | CUB  | Enrique Carrión   |
| 3     | GEO  | Ramaz Paliani     |
| 3     | ROM  | Marcelică Tudoriu |

### Leichtgewicht (- 60 kg)
| Platz | Land | Athlet          |
| ----- | ---- | --------------- |
| 1     | CUB  | Damián Austin   |
| 2     | USA  | Larry Nicholson |
| 3     | SVK  | Tibor Rafael    |
| 3     | ROM  | Vasile Nistor   |

### Halbweltergewicht (- 63,5 kg)
| Platz | Land | Athlet        |
| ----- | ---- | ------------- |
| 1     | CUB  | Héctor Vinent |
| 2     | FIN  | Jyri Kjäll    |
| 3     | GER  | Oktay Urkal   |
| 3     | RUS  | Oleg Saitow   |

### Weltergewicht (- 67 kg)
| Platz | Land | Athlet                  |
| ----- | ---- | ----------------------- |
| 1     | CUB  | Juan Hernández          |
| 2     | LTU  | Vitalijus Karpačiauskas |
| 3     | GER  | Andreas Otto            |
| 3     | UKR  | Sergej Gorodnitschew    |

### Halbmittelgewicht (- 71 kg)
| Platz | Land | Athlet           |
| ----- | ---- | ---------------- |
| 1     | ROM  | Francisc Vaștag  |
| 2     | CUB  | Alfredo Duvergel |
| 3     | NOR  | Geir Hitland     |
| 3     | RUS  | Sergei Karawajew |

### Mittelgewicht (- 75 kg)
| Platz | Land | Athlet          |
| ----- | ---- | --------------- |
| 1     | CUB  | Ariel Hernández |
| 2     | TUR  | Akın Kuloğlu    |
| 3     | NED  | Raymond Joval   |
| 3     | KAZ  | Wassili Schirow |

### Halbschwergewicht (- 81 kg)
| Platz | Land | Athlet                |
| ----- | ---- | --------------------- |
| 1     | CUB  | Ramón Garbey          |
| 2     | NGR  | Jacklord Jacobs       |
| 3     | UKR  | Ristislaw Saulitschny |
| 3     | CAN  | Robert Dale Brown     |

### Schwergewicht (- 91 kg)
| Platz | Land | Athlet             |
| ----- | ---- | ------------------ |
| 1     | CUB  | Félix Savón        |
| 2     | GEO  | Giorgi Kandelaki   |
| 3     | FRA  | Stephane Allouane  |
| 3     | ARM  | Arschak Awartakjan |

### Superschwergewicht (+ 91 kg)
| Platz | Land | Athlet            |
| ----- | ---- | ----------------- |
| 1     | CUB  | Roberto Balado    |
| 2     | BUL  | Swilen Rusinow    |
| 3     | RUS  | Jewgeni Beloussow |
| 3     | USA  | Jo el Scott       |

## Medaillenspiegel
| Rang | Land               | Gold | Silber | Bronze | Gesamt |
| ---- | ------------------ | ---- | ------ | ------ | ------ |
| 1    | Kuba               | 8    | 3      | 0      | 11     |
| 2    | Bulgarien          | 2    | 2      | 0      | 4      |
| 3    | Rumänien           | 1    | 0      | 2      | 3      |
| 4    | Armenien           | 1    | 0      | 1      | 2      |
| 5    | Vereinigte Staaten | 0    | 1      | 2      | 3      |
| 6    | Georgien           | 0    | 1      | 1      | 2      |
| 6    | Türkei             | 0    | 1      | 1      | 2      |
| 8    | Finnland           | 0    | 1      | 0      | 1      |
| 8    | Litauen            | 0    | 1      | 0      | 1      |
| 8    | Nigeria            | 0    | 1      | 0      | 1      |
| 8    | Usbekistan         | 0    | 1      | 0      | 1      |
| 12   | Russland           | 0    | 0      | 4      | 4      |
| 13   | Deutschland        | 0    | 0      | 2      | 2      |
| 13   | Ukraine            | 0    | 0      | 2      | 2      |
| 15   | Kanada             | 0    | 0      | 1      | 1      |
| 15   | Ägypten            | 0    | 0      | 1      | 1      |
| 15   | Slowakei           | 0    | 0      | 1      | 1      |
| 15   | Frankreich         | 0    | 0      | 1      | 1      |
| 15   | Irland             | 0    | 0      | 1      | 1      |
| 15   | Kasachstan         | 0    | 0      | 1      | 1      |
| 15   | Mongolei           | 0    | 0      | 1      | 1      |
| 15   | Norwegen           | 0    | 0      | 1      | 1      |
| 15   | Niederlande        | 0    | 0      | 1      | 1      |
|      | Gesamt             | 12   | 12     | 24     | 48     |